# Dominik Märki
Dominik Märki (* 9. Oktober 1990 in Bern) ist ein Schweizer Curler. Derzeit ist er Ersatzspieler im Team von Peter de Cruz.

## Karriere
Er begann seine internationale Karriere als Lead im Schweizer Team von Skip Roger Gulka beim Europäischen Olympischen Jugendfestival 2009, wo er die Goldmedaille gewann. Bei der Juniorenweltmeisterschaft 2010 war er als Ersatzspieler im Team von Peter de Cruz dabei. Die Schweizer gewannen nach einem Finalsieg gegen das schottische Team um Ally Fraser die Goldmedaille. Im darauffolgenden Jahr kam Märki mit dem Team de Cruz als Ersatzspieler wieder in den Final, unterlag dort aber Schweden mit Skip Oskar Eriksson. 2012 führte Märki das Schweizer Juniorenteam als Skip; er kam mit seiner Mannschaft auf den sechsten Platz.
Bei der Weltmeisterschaft 2014 spielte er im Team von Peter de Cruz auf der Position des Second. Die Schweizer zogen in die Play-offs ein, verloren dort gegen die Schweden mit Oskar Eriksson, konnten dann aber das Spiel um Platz 3 gegen die Kanadier mit Kevin Koe für sich entscheiden und die Bronzemedaille gewinnen.
Bei der Europameisterschaft 2017 war er Ersatzspieler im Schweizer Team um de Cruz und gewann nach einem Sieg im Spiel um Platz drei gegen Norwegen (Skip: Thomas Ulsrud) die Bronzemedaille.
Märki nahm als Ersatzspieler des Schweizer Teams (Skip: Peter de Cruz, Fourth: Benoît Schwarz, Second: Claudio Pätz, Lead: Valentin Tanner) am Turnier der Männer bei den Olympischen Winterspielen 2018 teil. Nach der Round Robin standen die Schweizer zusammen mit dem Team Grossbritannien auf dem vierten Platz. Sie gewannen den Tie-Breaker gegen das britische Team um Kyle Smith, unterlagen dann aber im Halbfinal gegen Schweden mit Skip Niklas Edin. Im Spiel um Platz drei konnten sie das kanadische Team um Kevin Koe besiegen und die Bronzemedaille gewinnen.

## Privatleben
Märki ist Uhrmacher und lebt mit seiner Frau in Fayetteville, Arkansas.